# ماجد العبيد
ماجد العبيد (1 يوليو 1969 -) هو ممثل ودبلوماسي سعودي.

## حياته ونشأته
يحمل شهادة الدكتوراة وهو من منطقة سدير هو أيضاً أخ الشيخ المستشار د.ناصر العبيد القارئ المشهور صاحب الصوت الندي وله برامج تليفزيونية وإذاعية وأشرطة مسجلة للمصحف كامل، وهو إمام بحي الروابي. حصل الشيخ علي شهادة الدكتوراة الثانية في العلوم الجنائية. ويعمل كمستشار في وزارة الداخلية.

## مسيرته
شارك د.ماجد في بطولة الكثير من الأعمال التلفزيونية والمسرحية مع العديد من رموز التلفزيون السعودي امثال ناصر القصبي (مسلسل: بداية نهاية),محمد العلي، بكر الشدي، عبد الله السدحان (فيلم السهرة: راجعنا بكرة) كما شارك في أدوار بطولة مع أعلام الدراما المصرية أمثال محمود الجندي (المسلسل الإسلامي التاريخي: صدق الله العظيم).... وآخرون.من آخر أعماله المسرحية مسرحية كاش ماكاش التي شاركه في دور البطولة كل من: يوسف الجراح، أسعد الزهراني، وعبد العزيز المبدل. عرف ماجد العبيد بتقديمه المتميز للبرامج التلفزيونية (مثل: ضيف على الهوا واختلاف على الهوا) واشتهر بأعماله التراثية الإسلامية.
شارك في العديد من المهرجانات التلفزيونية والمسرحية ونالت بعض أعماله شهادات تقدير وجوائز عربية، كما شغل منصب المتحدث الرسمي لجمعية المنتجين السعوديين وعضو مجلس الإدارة كما كان المتحدث الرسمي لإتحاد المنتجين العرب.
عمل الدكتور ماجد العبيد كدبلوماسي من الدرجة الأولى في السفارة السعودية في القاهرة حوالي عشر سنوات ثم تدرج في مناصب متعددة إلى أن عمل مستشاراً ونائبا لمدير المكتب الإعلامي بديوان سمو ولي العهد، وهو المالك ورئيس مجلس إدارة مؤسسة البناء الإعلامي والرئيس التنفيذي لمجموعة المنظومة العربية للإعلام والاستشارات.

## أعماله[7]
- مسلسل صدق الله العظيم
- مسلسل الشافعي
- مسلسل أيام السراب
- مسلسل تحت الصفر
- مسلسل نوادر العرب
- مسلسل شقة الحرية
- مسلسل أبومشعاب
- مسلسل حكايات قصيرة
- مسلسل محاكمة الجيل
- مسرحية كاش ماكاش
- مسلسل هارون الرشيد
- مسلسل الجحود
- مسلسل صراع الأجيال
- مسلسل أوراق التوت[8]